# Pilus

Esquema da conjugação bacteriana, na qual intervém os pili sexuais. 1- A célula doadora produz um pilus. 2- O pilus une-se à célula receptora, e junta as duas células. 3- O plasmídio móbil é dividido e é transferida uma cadeia simples de ADN à célula receptora. 4- Ambas as células recircularizam os seus plasmidios, sintetiza-se a segunda cadeia do ADN, e reproduzem-se os pili, dado que agora ambas as células são doadoras viáveis.

Um pilus (latino para 'cabelo'; plural: pili) é um apêndice semelhante ao cabelo encontrado na superfície de muitas bactérias. [1] Os termos pilus e fimbria (latino para 'franja', plural: fimbriae) podem ser usados de forma intercambiável, embora alguns pesquisadores reservem o termo pilus para o apêndice necessário para a conjugação bacteriana. Todos os pili no último sentido são compostos principalmente de proteínas de pilina, que são oligoméricas.
Dezenas dessas estruturas podem existir nas bactérias. Alguns vírus bacterianos ou bacteriófagos se ligam aos receptores no pili no início do ciclo reprodutivo.
Pili são antigênicos. Eles também são frágeis e constantemente substituídos, às vezes com pili de composição diferente, resultando em antigenicidade alterada. As respostas específicas à antiga estrutura do pili não são efetivas na nova estrutura. Os genes de recombinação do código pili para regiões variáveis (V) e constantes (C) do pili (semelhante à diversidade de imunoglobulinas).